# Pyhra
Pyhra osztrák mezőváros Alsó-Ausztria St. Pölten-i járásában. 2024 januárjában 3593 lakosa volt. 

## Elhelyezkedése

Pyhra a Sankt Pölten-i járásban

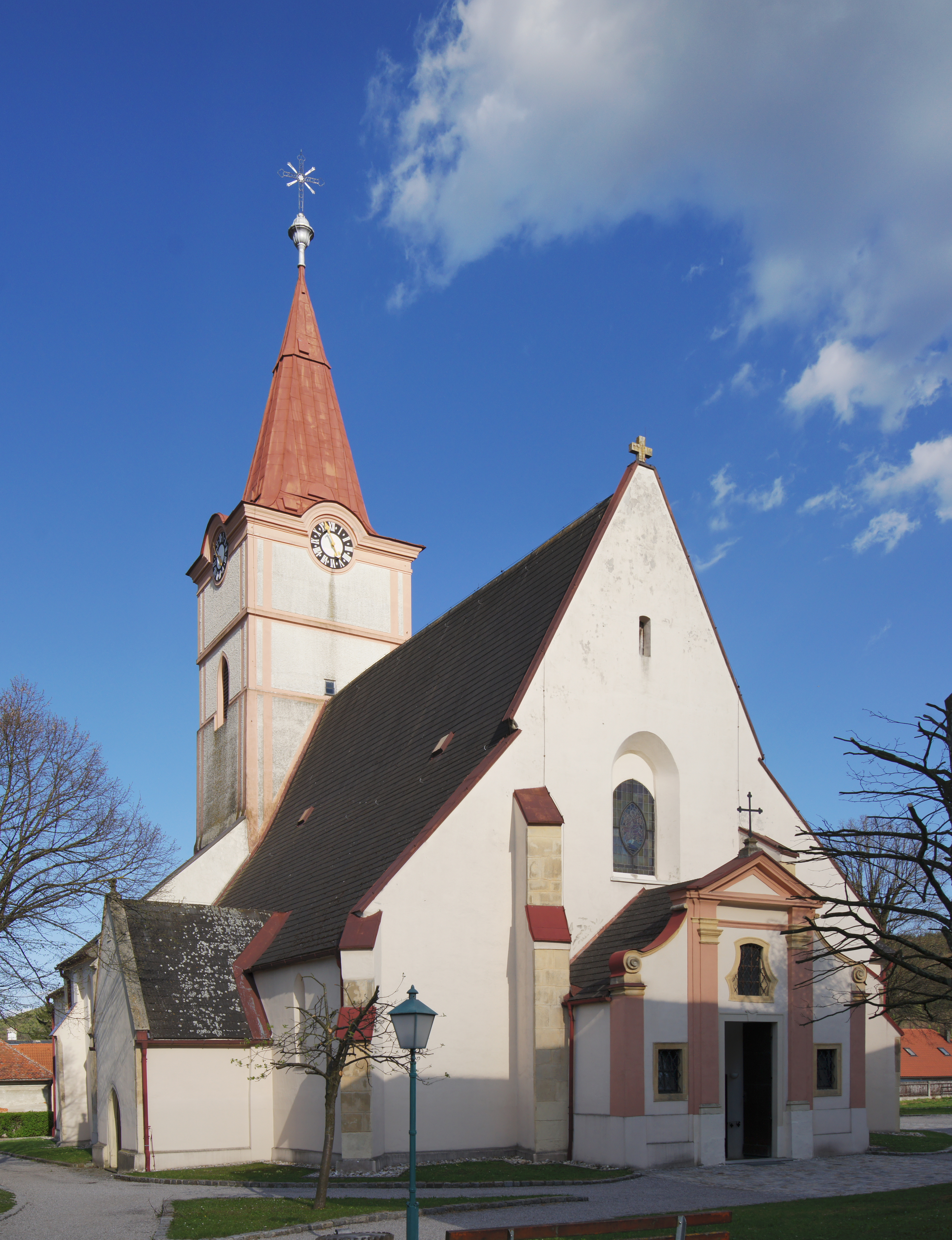
A Szt. Margit-plébániatemplom

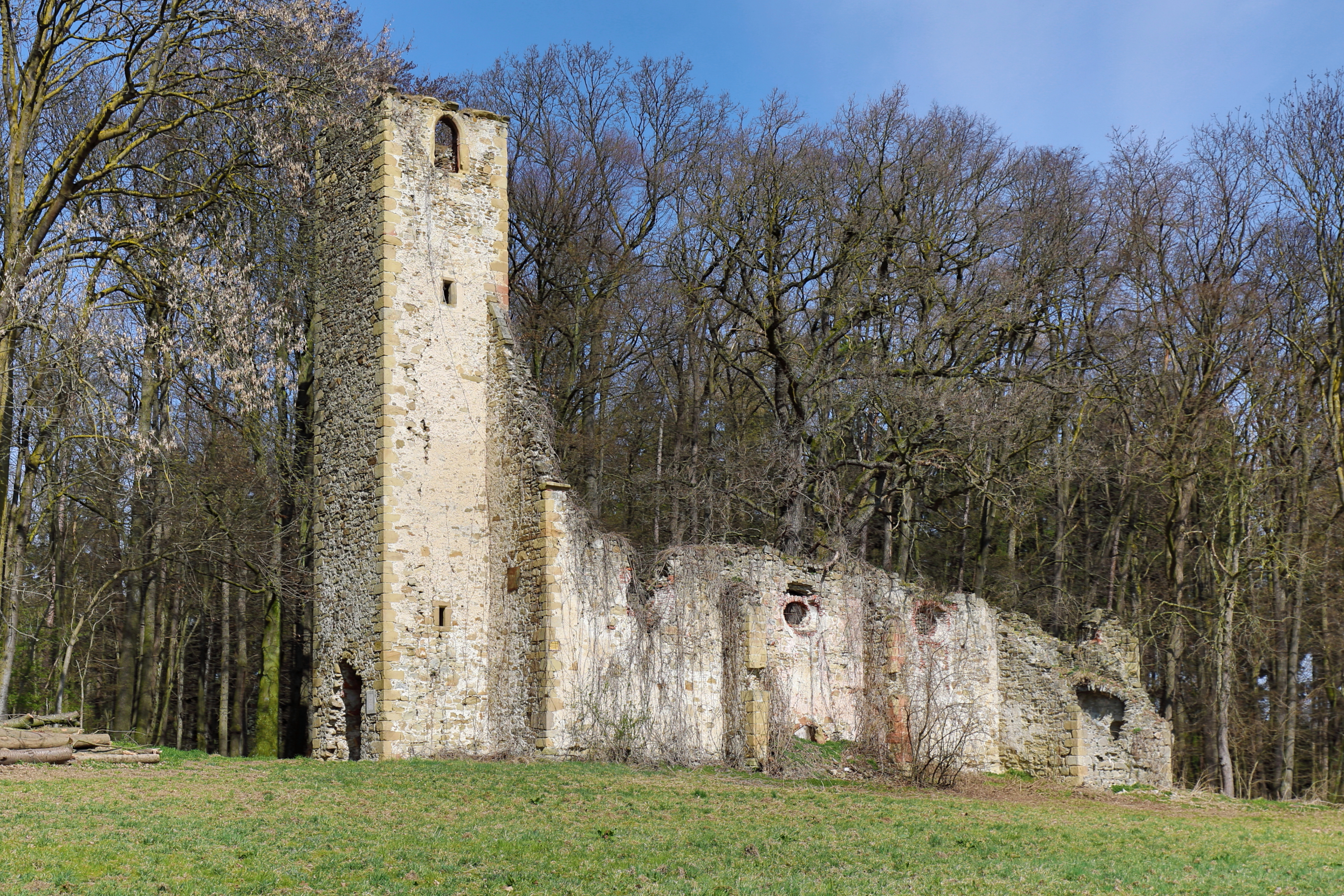
A Szt. Cecília-templom romja

Pyhra a tartomány Mostviertel régiójában fekszik. Legfontosabb folyóvize a Perschling, legmagasabb pontja az Amerlingkogel (628 m). Területének 40,1%-a erdő, 52,5% áll mezőgazdasági művelés alatt. Az önkormányzat 37 települést egyesít: Adeldorf (30 lakos 2024-ben), Aigen (20), Atzling (36), Auern (108), Baumgarten (10), Blindorf (21), Brunn (92), Ebersreith (28), Egelsee (28), Fahra (47), Gattring-Raking (66), Getzersdorf (48), Heuberg (479), Hinterholz (45), Hummelberg bei Hinterholz (26), Kirchweg (70), Nützling (94), Oberburbach (37), Obergrub (39), Oberloitzenberg (11), Obertiefenbach (79), Perersdorf (71), Perschenegg (183), Pyhra (1210), Reichenhag (100), Reichgrüben (41), Schauching (112), Schnabling (92), Steinbach (4), Unterburbach (10), Unterloitzenberg (10), Wald (210), Weinzettl (26), Wieden (43), Windhag (2), Zell (39) és Zuleithen (26).
A környező önkormányzatok: északkeletre Böheimkirchen, keletre Kasten bei Böheimkirchen, délkeletre Michelbach, délre Sankt Veit an der Gölsen, délnyugatra Wilhelmsburg, északnyugatra Sankt Pölten.

## Története
Pyhrát 1058-ban említik először, amikor IV. Henrik egy itteni birtokot adományozott Adalbert őrgróf özvegyének, Frowilának. Plébániáját Altmann passaui püspök alapította 1077 körül. A település környékén a göttweigi, a lilienfeldi és a herzogenburgi apátság, valamint nemesi családok is rendelkeztek földbirtokkal. 1485-ben Mátyás magyar király hadai elfoglalták Wald várát. Bécs 1529-es ostromakor a törökök elpusztították a falut, templomával együtt. 1530 körül a háborús pusztítások miatt eladósodott göttweigi kolostor eladta itteni birtokait Wilhelm von Greiß zu Wald lovagnak, aki később lutheránus prédikátorokat támogatott. Bécs második, 1683-as török ostromakor Pyhrát ismét felgyújtották, 130 ház elpusztult, 34 háztulajdonost meggyilkoltak, 100 tulajdonost, 109 szolgát és 245 gyereket pedig elhajtottak rabszolgának. Ottfelejtettek viszont egy török lányt, akit megkereszteltek és egy gazda feleségül vette. 
Pyhra 1684-ban már biztosan rendelkezett mezővárosi jogokkal, amit valószínűleg korábban, 1591-1632 között kapott. Az osztrák örökösödési háború során a bajor-francia csapatok kifosztották a mezővárost. A napóleoni háborúk alatt, 1805-ben a franciák ismét rekviráltak és elszállásoltatták katonáikat.
1913 körül Carl Kupelwieser, Leopold Kupelwieser festőművész fia megalapította a későbbi mezőgazdasági főiskolát. Felesége, Bertha Wittgenstein 1889-ben örökölte a Pyhra melletti Kyrnberget, ahol az országszerte híres, számos díjat nyert Kyrnberger Gervais sajtot készítették. A második világháború végén a Vörös Hadsereg 1945. április 14-én szállta meg a települést. Ezt követően súlyos baleset történt a közeli Probstwald erdejében ahol fémgyűjtő fiatalok egy volt német lőszerraktárra bukkantak és amikor az felrobbant, 18-an meghaltak.
Pyhra 1964-ben kapta a címerét. 

## Lakosság
A pyhrai önkormányzat területén 2024 januárjában 3593 fő élt. Lakosságszáma 1961 óta gyarapodó tendenciát mutat. 2022-ben az ittlakók 92,8%-a volt osztrák állampolgár; a külföldiek közül 0,9% a régi (2004 előtti), 4,4% az új EU-tagállamokból érkezett. 0,7% a volt Jugoszlávia (Horvátország és Szlovénia kivételével) vagy Törökország; 1,2% egyéb ország polgára volt. 2001-ben a lakosok 88,2%-a római katolikusnak, 1,5% evangélikusnak, 0,4% ortodoxnak, 2,3% mohamedánnak, 5,7% pedig felekezeten kívülinek vallotta magát. Ugyanekkor 8 magyar élt a mezővárosban; a legnagyobb nemzetiségi csoportot a németek (95,9%) mellett a horvátok alkották 0,7%-kal. 
A népesség változása:

| 2016 | 3 497 |
| 2018 | 3 553 |

## Látnivalók
- a waldi kastély
- a pyhrai Szt. Margit-plébániatemplom
- a waldi Szűz Mária mennybevétele-plébániatemplom
- a Szt. Cecília-templom romjai

## Fordítás
- Ez a szócikk részben vagy egészben  a   Pyhra című német Wikipédia-szócikk ezen változatának fordításán alapul.  Az eredeti cikk szerkesztőit annak laptörténete sorolja fel. Ez a jelzés csupán a megfogalmazás eredetét és a szerzői jogokat jelzi, nem szolgál a cikkben szereplő információk forrásmegjelöléseként.